# Lätäseno
Lätäseno (nordsamiska: Leahttáseatnu) är en finsk ödemarksälv i Enontekis kommun i norra Lappland. Den rinner söderut från närheten av finsk-norska gränsen till svensk-finska gränsen, där den vid byn Markkina rinner samman med Könkämäälven och bildar Muonioälven.
Lätäseno börjar vid sammanflödet av Poroeno och Rommaeno i ödemarksområdet Lapska armen, nära norska gränsen som den följer på en eller några kilometers håll i början av sitt lopp. Då älven lämnar ödemarksområdet rinner den istället genom Lätäseno-Hietajoki myrskyddsområde, den sista sträckan så att själva älven och dess stränder inte är skyddade.
Porojärvi, Poroeno och Lätäseno bildar en krävande kanotled, hundra kilometer lång med en fallhöjd på 265 meter, med ett tiotal ödestugor för övernattning.